# Kitaptyelus miyabei
Kitaptyelus miyabei är en insektsart som först beskrevs av Matsumura 1911.  Kitaptyelus miyabei ingår i släktet Kitaptyelus och familjen spottstritar. Inga underarter finns listade i Catalogue of Life.